# Ростислав III Київський
Ростислав Мстиславич (1189—1240), князь Смоленський (1230—1232, після 1238), Великий князь Київський (1239—1240). Син Мстислава Давидовича (за іншою версією, Мстислава Романовича Старого).

## Життєпис
Зайняв смоленський престол після смерті Мстислава Давидовича в 1230 році. В 1232 році був вигнаний Святославом Мстиславичем, який прийшов з військами полоцьких князів. 3 березня 1239 на Овручському княжінні помер дядько Ростислава Володимир Рюрикович, потім в Смоленську — Святослав Мстиславич. В цей час литовські загони вторглись у Смоленське князівство, але були розбиті владимирським князем Ярославом Всеволодовичем, який посадив на смоленський престол Всеволода Мстиславича. Під час монгольського вторгнення у Чернігівське князівство після появи монголів на лівому березі Дніпра навпроти Києва ранньою весною 1240 року чернігівський князь, Михайло Всеволодович поїхав в Угорське королівство, після чого Ростислав приїхав в Київ із Смоленська, але невдовзі був вигнаний Данилом Галицьким, який посадив в Києві свого намісника Дмитра.

## Родина та діти
Дружина — невідомо.
Діти:
- Гліб Ростиславич (†1278) — князь Смоленський (до 1278).
- Михайло Ростиславич (†після 1279) — князь Мстиславський (1260–1278), Смоленський (1278-1279).
- Федір Ростиславич Чорний (†1299) — князь Можайський (1250-1299), Смоленський (1279-1281), Ярославський (1293-1299).
- Констянтин Ростиславич.
- Юрій Ростиславич (за версією Л. Войтовича) (†після 1289) — княжив в Пороссі.